# Koordinierungsausschuss für den Bereich der polizeilichen und justiziellen Zusammenarbeit in Strafsachen
Der Koordinierungsausschusses für den Bereich der polizeilichen und justiziellen Zusammenarbeit in Strafsachen, auch CATS genannt, ist eine Arbeitsgruppe des Rates der EU gemäß Art. 71 AEUV. Bis zum Inkrafttreten des Vertrags von Lissabon wurde der Ausschuss auch Ausschuss nach Artikel 36 EU-Vertrag genannt; die Abkürzung CATS leitet sich von französisch comité de l' article trente-six ab und soll auch nach dem Vertrag von Lissabon erhalten bleiben. Vor dem Vertrag von Amsterdam wurde der Ausschuss auch Artikel-K8-Ausschuss bezeichnet.
Der Ausschuss, der sich aus hohen Beamten zusammensetzt, koordiniert die im Bereich der polizeilichen und justiziellen Zusammenarbeit in Strafsachen tätigen Arbeitsgruppen. Außerdem bereitet er die Arbeiten des Ausschusses der Ständigen Vertreter in diesem Bereich vor. Sein Pendant für Asyl- und Einwanderungsfragen ist der SAEGA (Strategischer Ausschuss des Rates für Einwanderungs-, Grenz- und Asylfragen).
De facto besteht der Ausschuss bereits seit dem Europäischen Rat von Rhodos im Dezember 1988.